# Casillas (Ávila)
Casillas – gmina w Hiszpanii, w prowincji Ávila, w Kastylii i León, o powierzchni 11,96 km². W 2011 roku gmina liczyła 799 mieszkańców.